# Evangelische Kirche Ochshausen

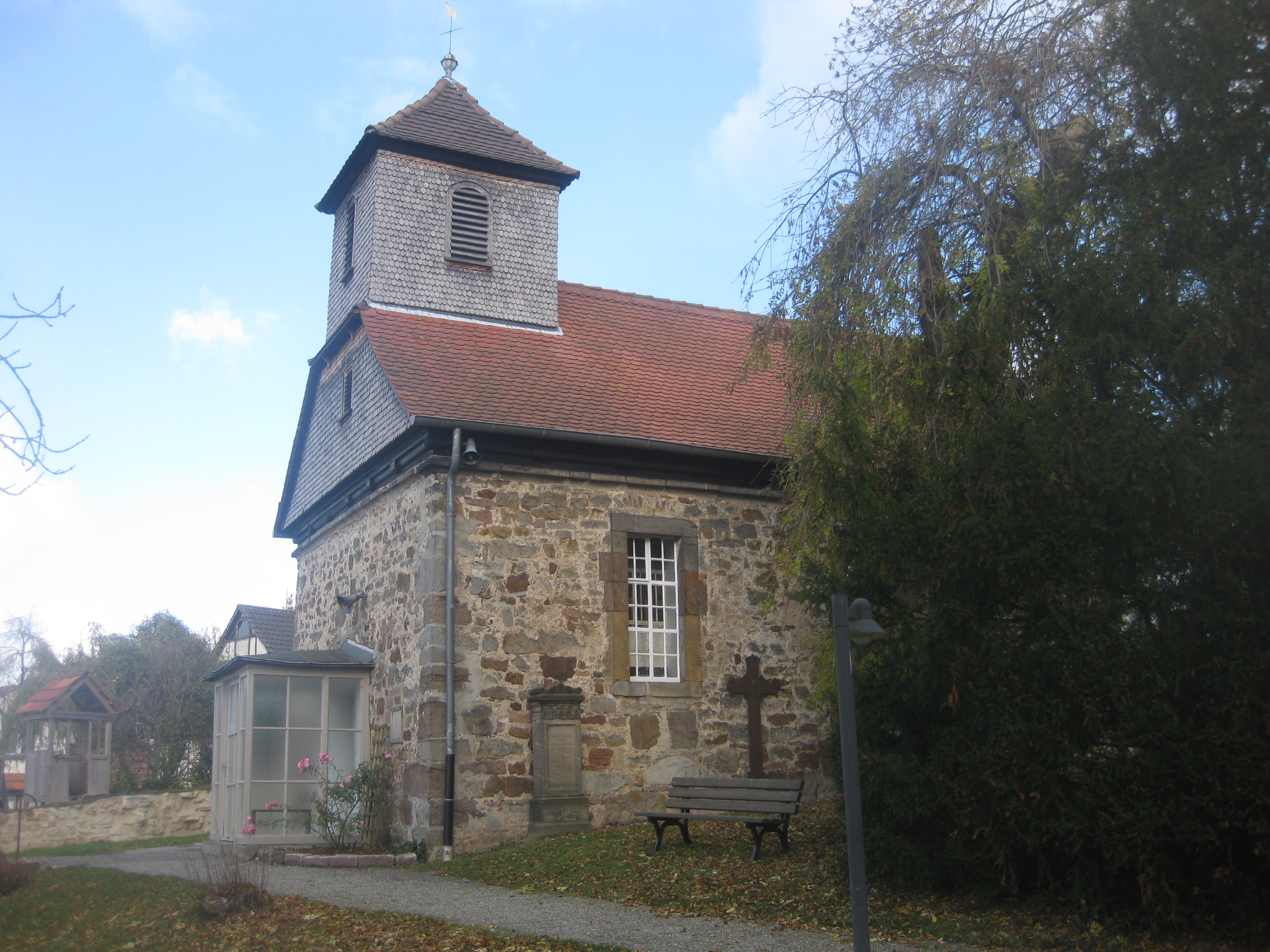
Evangelische Kirche Ochshausen (2012)

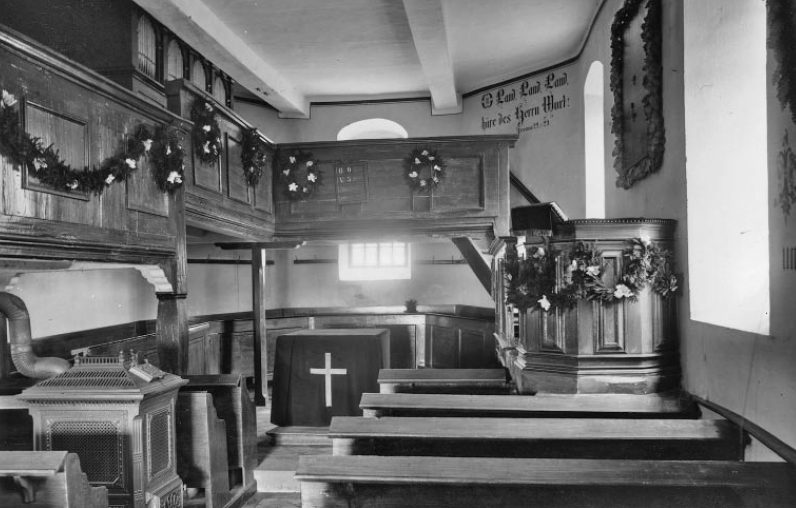
Die Kirchenausstattung 1910, bevor sie renoviert wurde

Die evangelische Pfarrkirche Ochshausen ist ein denkmalgeschütztes Kirchengebäude, das in Ochshausen steht, einem Ortsteil der Gemeinde Lohfelden im Landkreis Kassel (Hessen). Bis zu 120 Menschen können hier an Gottesdiensten teilnehmen. Die Kirchengemeinde gehört zum Kirchenkreis Kaufungen im Sprengel Kassel der Evangelischen Kirche von Kurhessen-Waldeck.

## Lage
Die Kirche befindet sich in einem dicht besiedelten Gebiet auf einem kleinen Berg.

## Beschreibung
Eine romanische Kapelle wurde im 11. Jahrhundert erbaut. Nach dem Sternerkrieg im 14. Jahrhundert versinkt die Kapelle in Schutt und Asche. Der Wiederaufbau der Kapelle als kleine gotische Feldsteinkirche erfolgte in der zweiten Hälfte des 15. Jahrhunderts. Anfang des 18. Jahrhunderts werden größere Reparaturen erforderlich. Eine Tafel an der Westseite nennt als Abschluss das Jahr 1734. Der Chor im Osten hat einen dreiseitigen Abschluss. Aus dem Satteldach des Kirchenschiffs erhebt sich im Westen ein quadratischer, schiefergedeckter, mit einem Pyramidendach bedeckter Dachturm, der hinter den Klangarkaden den Glockenstuhl beherbergt. Der bis Ende des 20. Jahrhunderts sichtbare Giebel aus Holzfachwerk ist heute verschindelt. 
Der Innenraum ist mit einer Holzbalkendecke überspannt. Die Kirchenausstattung wurde 1947 und 1956 zum großen Teil erneuert. Das oktogonale, romanische, aus der alten Kapelle übernommene Taufbecken blieb erhalten. Die Glasmalereien von Heinz Kreutz gelten als besondere Sehenswürdigkeiten.